# ناقصة لبدية
ناقصة لبدية (الاسم العلمي:Amorpha tomentosa) هي نوع نباتي يتبع جنس الناقصة من فصيلة البقولية.